# Елиця Василева
Елиця Василева (болг. Елица Василева; нар.. 13 травня 1990, Дупниця, Болгарія) — болгарська волейболістка. Нападниця.

## Біографія
Елиця Василева народилася в болгарському місті Дупниця в спортивній сім'ї. Її батько входив у збірну Болгарії з легкої атлетики (біг 400 і 800 м), мати — баскетболістка. Також професійною баскетболісткою була старша сестра Еліці — Ралиця (нар. 1981), яка виступала в софійському «Левскі», а також в інших командах Болгарії і Франції.
Вже в 15-літньому віці Елиця Василева дебютувала в чемпіонаті Болгарії, виступаючи за софійський ЦСКА, з яким у 2007 виграла «золото» національної першості. У 2007 році волейболістка вирушила до Італії, де з 2007 по 2009 роки грала за «Кремону» в серії А2 чемпіонату Італії, а з 2009 по 2012 виступала за найсильніші італійські клуби — «Деспар-Сіріо» з Перуджі (2009—2010) і «Фоппапедретти» з Бергамо (2010—2012), у складі якого у 2010 році стала бронзовим призером клубного чемпіонату світу, у 2011 році — чемпіонкою та володаркою Суперкубка Італії.
У 2012—2015 роках Василева по одному сезону виступала за бразильський «Кампінас» (бронзовий призер чемпіонату Бразилії), південнокорейський «Гинкук Пінк Спайдерс» і турецький «Вакифбанк». 19 грудня 2013 року в матчі чемпіонату Південної Кореї між командами «Гинкук Пінк Спайдерс» (Інчхон) і «Корея Експрессуей» (Соннам) болгарська волейболістка встановила світовий рекорд результативності, набравши за гру 57 очок (матч завершився з рахунком 3:2 на користь «Хинкука»).
У складі турецького «Вакифбанка» Е. Василева в 2014 виграла Суперкубок Туреччини, а у 2015 — срібні нагороди чемпіонату і Кубка країни.
У 2015 році Елиця Василева уклала контракт із російською командою «Динамо-Казань». У грудні 2015 р. в її складі стала срібним призером Кубка Росії, через рік — переможцем розіграшу Кубка, у 2017 році — володарем Кубка ЕКВ та срібним призером чемпіонату Росії. У 2018 р. перейшла в італійську команду «Савіно дель Бене» (Скандіччі), у 2019 році в іншу команду з Італії — «Ігор Горгондзола».
У 2007 році дебютувала відразу в трьох збірних Болгарії — національній (у вересні на чемпіонаті Європи і кваліфікації Гран-прі), молодіжній (у травні у відбірковому турнірі чемпіонату світу) та юніорській (у січні у відбірковому турнірі чемпіонату Європи). З того року волейболістка незмінно входить до складу національної команди Болгарії, взявши участь у шести чемпіонатах Європи, чемпіонаті світу 2014, чотирьох розіграшах Гран-прі, п'яти розіграшах Євроліги і в перших Європейських іграх. У 2007—2009 рр. Василева паралельно виступала і за молодіжну збірну країни.

### Клубна кар'єра
- 2005—2007 —  ЦСКА (Софія);
- 2007—2009 —  «Кремона»;

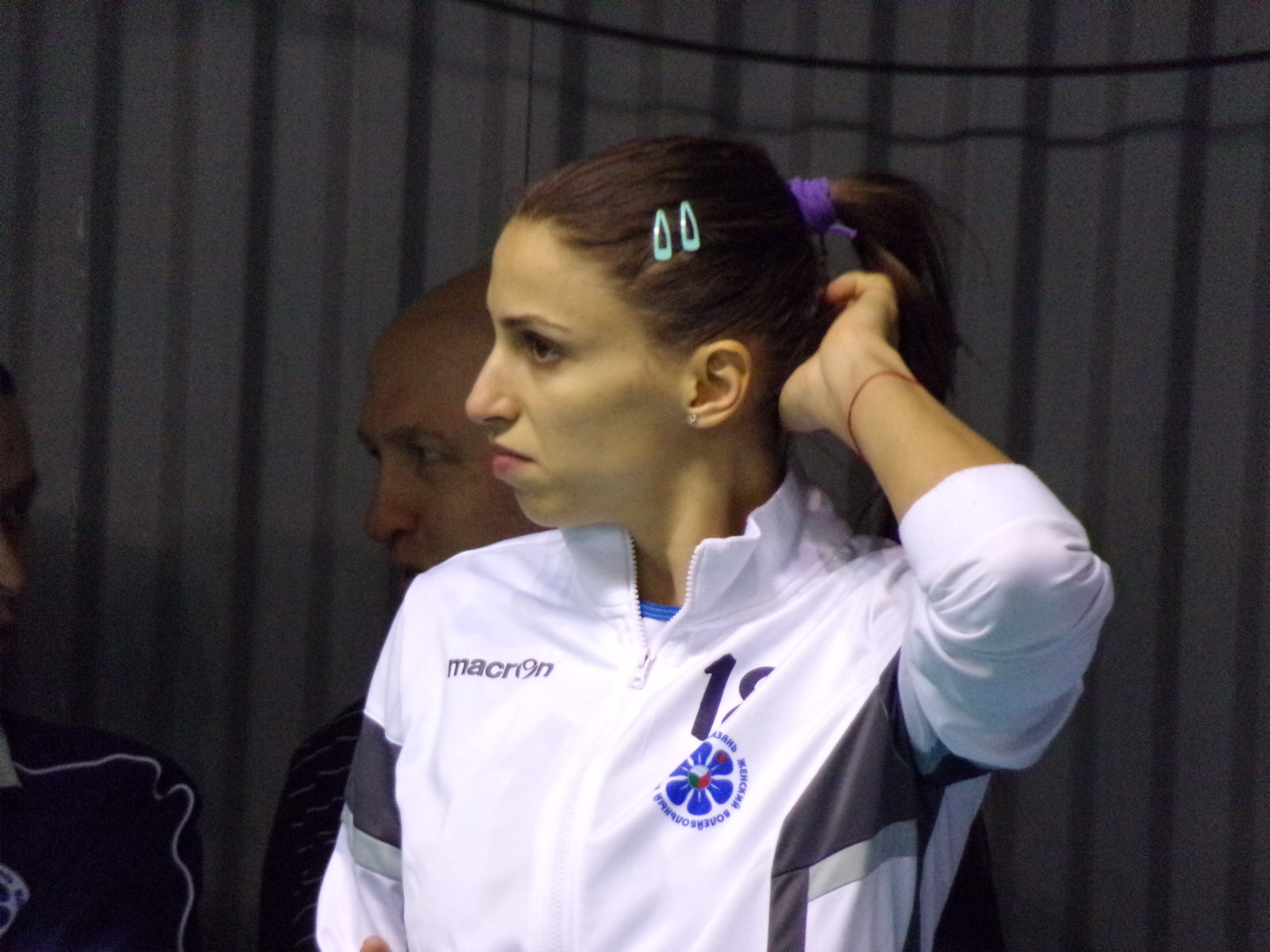
2018 рік

- 2009—2010 —  «Деспар-Сіріо» (Перуджа);
- 2010—2012 —  «Фоппапедретті» (Бергамо)
- 2012—2013 —  «Кампінас»;
- 2013—2014 —  «Гінкук Пінк Спайдерс» (Інчхон);
- 2014—2015 —  «Вакифбанк» (Стамбул);
- 2015—2018 —  «Динамо-Казань» (Казань);
- 2018—2019 —  «Савіно Дель Бене» (Скандіччі)[it]
- 2019—2020 —  «Ігор Горгонзола» (Новара)[it]
- 2020—2021 —  «Епіу» (Казальмаджоре)[it]
- 2020—2021 —  «Савіно Дель Бене» (Скандіччі)
- з 2024—2025 —  «Фенербахче» (Стамбул)[en]
- з 2025 —  «Паніоніос» (Неа-Смірні)

## Досягнення

### З клубами
- чемпіонка Болгарії 2007.
- чемпіонка Італії2011;
  - бронзовий призер чемпіонату Італії 2019.
- срібний призер Кубка Італії 2011.
- переможець розіграшу Суперкубка Італії 2011.
- бронзовий призер чемпіонату Бразилії 2013.
- срібний призер чемпіонату Туреччини 2015.
- срібний призер Кубка Туреччини 2015.
- переможець розіграшу Суперкубка Туреччини 2014.
- дворазовий срібний призер чемпіонатів Росії — 2017, 2018.
- дворазовий переможець розіграшів Кубка Росії — 2016, 2017;
  - срібний призер Кубка Росії 2015.
- переможець розіграшу Кубка Європейської конфедерації волейболу жінок 2017

### Зі збірною Болгарії
- учасниця чемпіонату світу 2014.
- учасниця чемпіонатів Європи 2007, 2009, 2011, 2013, 2015, 2017, 2019.
- учасниця Гран-прі 2013, 2014, 2016, 2017.
- дворазовий срібний (2010, 2012) і дворазовий бронзовий (2011, 2013) призер Євроліги.
- учасниця Європейських ігор 2015.

### Індивідуальні
- Найкраща нападаюча і найрезультативніша розіграшу Євроліги 2012.